# شعارهای سیاسی علیه جمهوری اسلامی ایران

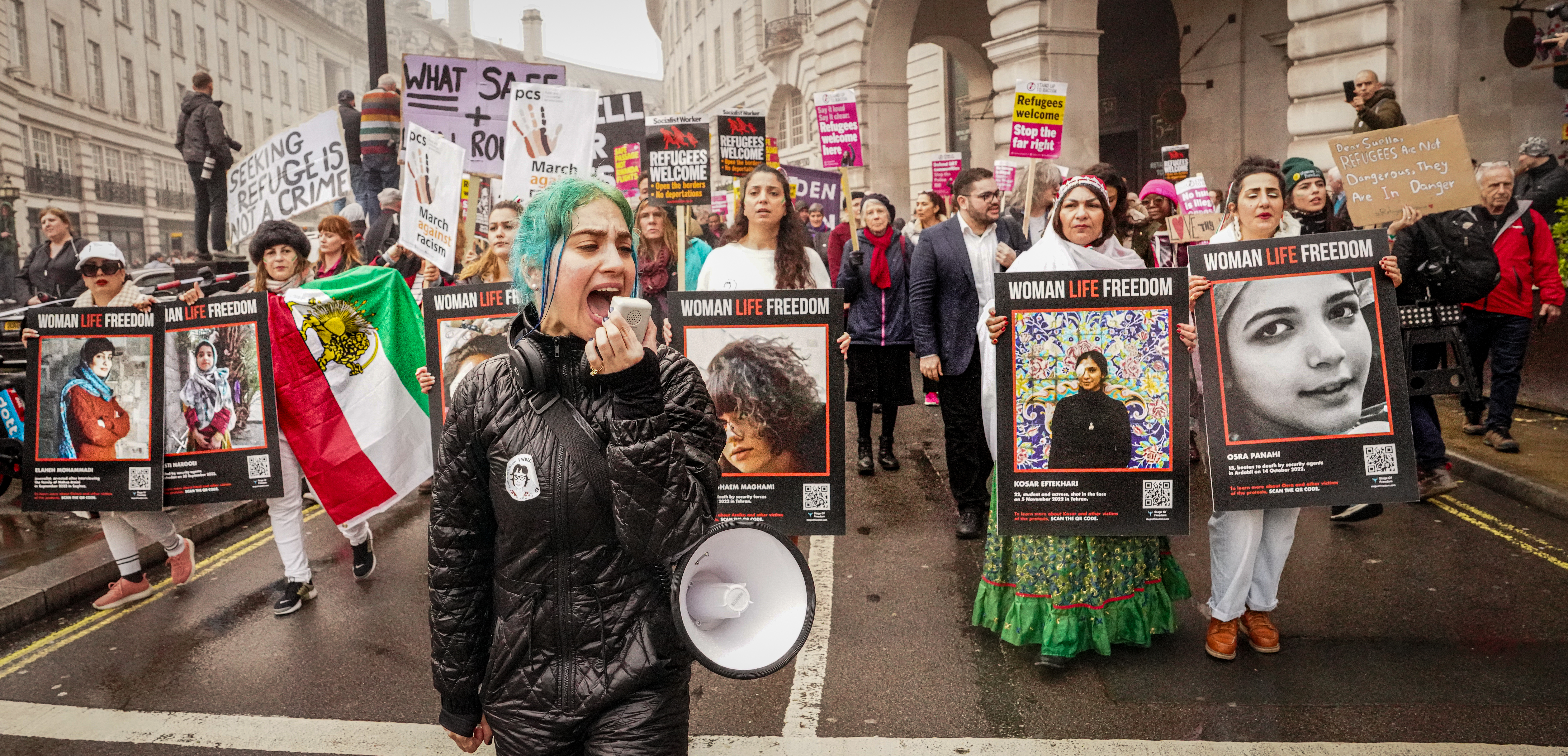
« زن، زندگی، آزادی »، شعار مردمی که در خیزش ۱۴۰۱ ایران استفاده شد

شعارهای سیاسی علیه جمهوری اسلامی ایران مجموعه ای از شعارها و عباراتی است که عموم مردم ایران برای ابراز مخالفت با رژیم اسلامی و حکومت آن به کار می برند. این شعارها طی سال‌ها به عنوان پاسخی به نارضایتی گسترده از فضای سیاسی-اجتماعی کشور شکل گرفته است. بسیاری از ایرانیان می گویند که انقلاب ۱۳۵۷ که سلطنت شاه را سرنگون کرد، در ابتدا نوید دموکراسی و آزادی را داد، اما منجر به استقرار یک رژیم مذهبی تحت رهبری آیت الله خمینی شد. با گذشت زمان، این شعارهای سیاسی به ابزاری قابل توجه برای ابراز مخالفت تبدیل شده است، که منعکس کننده آرزوهای میلیون ها نفر به دنبال آزادی، عدالت و تغییر سیستمی در ایران هستند.   
انقلاب اسلامی ۱۹۷۹ که سلطنت را سرنگون کرد، در ابتدا نوید ایجاد جامعه ای دموکراتیک تر و عادلانه تر با عناصر آزادی و اصلاحات اجتماعی را داد. بسیاری از گروه‌ها، از جمله نیروهای سکولار، چپ‌گراها و روشنفکران، به امید تغییر سیاسی، آزادی بیشتر و پایان دادن به سلطنت ظالمانه در انقلاب شرکت کردند. با این حال، هنگامی که انقلاب به پیروزی رسید و آیت الله خمینی و روحانیون قدرت را تثبیت کردند، با استقرار یک رژیم دینی، وعده دموکراسی از بین رفت.  
در زمان خمینی، ساختار سیاسی به سمت نظام مبتنی بر شریعت رفت و مفهوم " ولایت فقیه " مطرح شد و قدرت مطلقه به روحانیت بخشیده شد. رژیم آزادی‌های سیاسی را محدود کرد، مخالفان را سرکوب کرد و سیاست‌های خشن را تحمیل کرد که منجر به تبعید، زندان یا اعدام بسیاری از متحدان سابق، از جمله گروه‌های سکولار و چپگرا شد. 
در اوایل دهه ۱۹۸۰، بسیاری از کسانی که در انقلاب شرکت کرده بودند، احساس کردند که توسط سرکوب فزاینده رژیم به آنها خیانت شده است. گروه های سیاسی، دانشجویان و روشنفکران مدافع یا دموکراسی و حقوق مدنی شروع به سازماندهی اعتراضات کردند.   

## جنبه های مخالفت با جمهوری اسلامی

### نقض حقوق بشر
دولت ایران به دلیل سرکوب سیستماتیک آزادی های اساسی از جمله بیان ، مطبوعات و اجتماعات با محکومیت گسترده ای روبرو شده است. معترضان، روزنامه نگاران و فعالانی که دولت را به چالش می کشند، اغلب با عواقب شدیدی مانند بازداشت خودسرانه، آزار جسمی، آزار روانی، شکنجه و حتی اعدام مواجه می شوند. هدف این اقدامات درهم شکستن کردن و نابود کردن مخالفان و حفظ کنترل شدید بر جمعیت، ایجاد فضای ترس و سرکوب است. بسیاری از شعارها بر نیاز به آزادی و عدالت تاکید می کنند که نشان دهنده نارضایتی از رژیم برای سرکوب مخالفان و نقض حقوق بشر است، به عنوان مثال شعاری که اغلب در بین دانشجویان شنیده می شود: "آزادی، آزادی، آزادی".    

### سوء مدیریت اقتصادی
مشکلات اقتصادی در ایران ناشی از ترکیبی از سوء مدیریت دولت، فساد و تحریم های بین المللی است. این کشور با وجود ثروت در منابع طبیعی، از جمله ذخایر عظیم نفت و گاز طبیعی، با بیکاری بالا، تورم و فقر گسترده مواجه است. فساد در داخل نهادهای دولتی وضعیت را بدتر کرده است و باعث می شود که ثروت در میان نخبگان ممتاز و آقازاده ها متمرکز شود در حالی که بسیاری از مردم برای برآوردن نیازهای اولیه تلاش می کنند. این چالش‌های داخلی با تحریم‌های مرتبط با برنامه هسته‌ای که تجارت جهانی را محدود می‌کند، ذخایر ارز خارجی را محدود می‌کند و هزینه کالاهای اساسی را بالا می‌برد، بیشتر می‌شود.  

### حقوق زنان

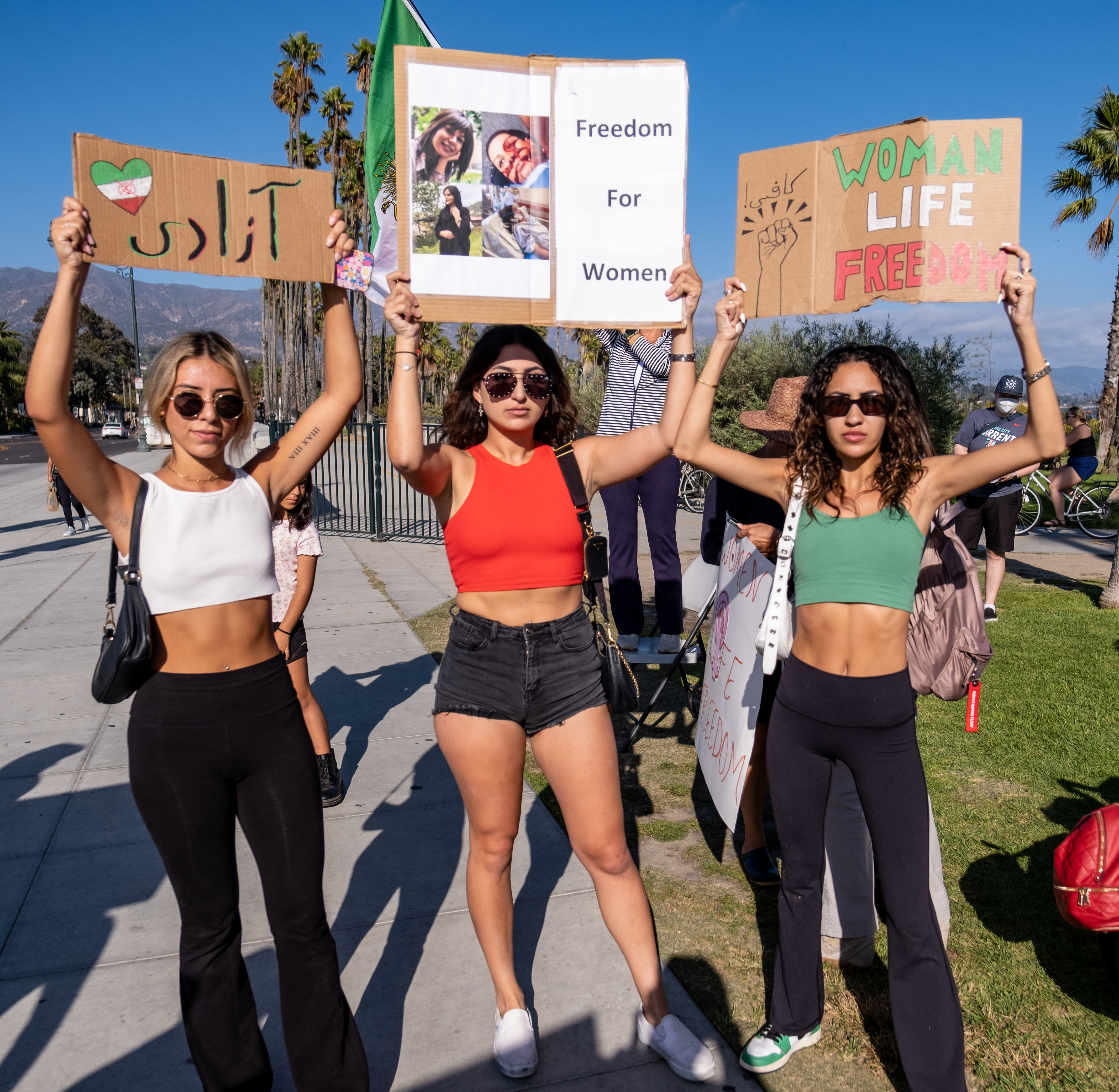

مبارزه برای حقوق ' در ایران عمیقاً با قوانین و سیاست های سختگیرانه این کشور که آزادی های شخصی را محدود می کند، گره خورده است. این قوانین، از جمله پوشش اجباری حجاب و محدودیت در آزادی رفت و آمد ، تحصیل و اشتغال، به سیستم تبعیض جنسیتی کمک می کند که استقلال زنان را به شدت محدود می کند. این محدودیت‌های مبتنی بر جنسیت مخالفت عمومی قابل توجهی را برانگیخته است و بسیاری از زنان گام‌های جسورانه‌ای برای به چالش کشیدن وضعیت موجود برداشته‌اند. یکی از برجسته ترین شعارهایی که از اعتراضات سال ۲۰۲۲ پس از درگذشت مهسا امینی سربرآورد، « زن، زندگی، آزادی » بود. این عبارت به سرعت به شعاری برای مردمی تبدیل شد که از برابری جنسیتی، پایان دادن به قوانین لباس تحمیلی توسط دولت و آزادی های شخصی بیشتر برای زنان دفاع می کردند.     

### سرمایه گذاری در محور مقاومت
دخالت دولت ایران در درگیری‌های منطقه‌ای و تشکیل محور مقاومت، با مخالفت‌های گسترده‌ای از سوی مردم ایران مواجه شده است. رژیم جمهوری اسلامی میلیاردها دلار در درگیری‌های کشورهای همسایه مانند سوریه و عراق سرمایه‌گذاری کرده و از سازمان‌هایی مانند حزب‌الله در لبنان، حماس در غزه و حوثی‌ها در یمن حمایت می‌کند. این حمایت مالی عظیم، اقتصاد ایران را تضعیف می‌کند؛ زیرا هم به دلیل تحریم‌های بین‌المللی که به دلیل حمایت از گروه‌های شبه‌نظامی مختلف بر ایران اعمال شده و هم به دلیل انحراف منابعی که می‌توانست به نفع مردم ایران باشد، اما به جنگ‌هایی که ارتباطی با منافع آن‌ها ندارد، اختصاص می‌یابد. یکی از شعارهای شنیده‌شده در اعتراضات، این است: "نه غزه، نه لبنان، جانم فدای ایران"

## فهرست شعارها
ما همه مهسا هستیم، بجنگ تا بجنگیم: این شعار برای گرامیداشت مهسا امینی است، دختری که مرگ او در بازداشت به نماد مبارزه برای حقوق زنان و عدالت در ایران تبدیل شد.
رضا شاه، روحت شاد: رضا شاه، پادشاه ایران از ۱۹۲۵ تا ۱۹۴۱، با تلاش‌هایش برای مدرن‌سازی کشور و مبارزه با نفوذ روحانیت شناخته می‌شود. این شعار او را گرامی می‌دارد، به‌ویژه به خاطر ممنوعیت حجاب در سال ۱۹۳۶ و حمایت از حقوق زنان.
زن، زندگی، آزادی: این شعار خواسته ایرانیان برای آینده‌ای است که در آن زنان مورد احترام قرار گیرند و همه شهروندان بتوانند آزاد زندگی کنند. این شعار در اعتراضات ۲۰۲۲، پس از مرگ مهسا امینی، مورد استفاده قرار گرفت.
نه غزه نه لبنان، جانم فدای ایران: این شعار علیه سیاست دولت ایران در سرمایه‌گذاری کلان بر حزب‌الله لبنان و حماس در غزه است. معترضان معتقدند که اولویت دادن دولت به درگیری‌های منطقه‌ای به جای مسائل داخلی، مردم ایران را در خطر قرار داده و بحران اقتصادی شدیدی در کشور ایجاد کرده است. این شعار خواستار توجه به منافع داخلی به جای مسائل منطقه‌ای است.
ننگ ما، بسیج الدنگ ما: این شعار به اعضای بسیج اشاره دارد، نیروی شبه‌نظامی که در سرکوب اعتراضات نقش داشته است.
ما حکومت بچه‌کش نمی‌خواهیم، نمی‌خواهیم : این شعار علیه خشونت قوای بسیج وسایر نیروهای امنیتی داخلی است که تحت دستور رژیم علیه معترضان ایرانی انجام شد. این شعار پس از آنکه ده‌ها کودک توسط پلیس در جریان اعتراضات مهسا امینی کشته شدند، نوشته و منتشر شد.
استقلال، آزادی، حجاب اختیاری: این شعار بیانگر خواست برای خودمختاری فردی است که در آن زنان بتوانند درباره پوشیدن یا نپوشیدن حجاب تصمیم شخصی بگیرند.
مجتبی بمیری، رهبری رو نبینی: بسیاری در ایران معتقدند که آیت‌الله خامنه‌ای در تلاش است تا مجتبی، پسر بزرگ خود، را به رهبری برساند.
بسیجی بی‌غیرت، داعش ما شمایی: این شعار جمهوری اسلامی ایران را با داعش مقایسه می‌کند، به‌دلیل سرکوب حقوق زنان و آزادی‌های اجتماعی.
دلارمون تو لبنان، جوونمون تو زندان: با استفاده از این شعار، مردم ایران رژیم ایران را به خاطر اولویت دادن به حمایت اقتصادی از متحدان منطقه‌ای مانند حزب‌الله در لبنان به جای تأمین نیازهای ضروری مردم خود محکوم می‌کنند. به گفته آن‌ها، نه تنها دولت ایران پول شهروندان را در درگیری‌های خارجی که ارتباطی با آن‌ها ندارد هدر می‌دهد، بلکه رفتار خود را با شهروندانش سخت‌تر می‌کند و به شدت معترضان به رژیم را سرکوب می‌کند.
بی‌شرف، بی‌شرف، بی‌شرف: این عبارت بر شرمساری و خشم جمعی مردم نسبت به افراد یا گروه‌هایی که در سرکوب یا فساد دخیل هستند، تأکید دارد.
تا آخوند کفن نشود این وطن وطن نشود : این شعار علیه رژیم مذهبی بنیادگرای ایران که توسط آخوندها نمایندگی می‌شود، مطرح شده است. معترضان استدلال می‌کنند که تا زمانی که حکومت دینی در قدرت باقی بماند، مردم ایران نمی‌توانند ایران را وطن خود بنامند. این شعار در جریان اعتراضات شنیده شد و بعدها توسط موسیقیدان ایرانی شاهین نجفی به یک ترانه تبدیل شد.
آزادی، آزادی، آزادی: این شعار نمایانگر خواست مردم ایران برای رهایی و تغییرات سیستماتیک است.
مرگ بر ستمگر، چه شاه باشه چه رهبر: این شعار از انقلاب مشروطه ۱۹۰۵ سرچشمه می‌گیرد و علیه هر نوع دیکتاتوری است.
ننگ ما، رهبر الدنگ ما: این شعار رهبران را به‌عنوان افراد نالایق و فاسد توصیف می‌کند.
دشمن ما همینجاست، دروغ می‌گن آمریکاست: به گفته معترضان، رژیم ایران با ادعای اینکه ایالات متحده دشمن ایران است، دروغ می‌گوید. دشمن واقعی خود رژیم است که به مردم ایران آسیب می‌رساند.
مرگ بر دیکتاتور: این شعار به‌طور خاص علی خامنه‌ای، رهبر جمهوری اسلامی از سال ۱۹۸۹، را هدف قرار می‌دهد.
می‌کشم، می‌کشم، هر آنکه خواهرم کشت: این شعار همبستگی میان مردان و زنان ایرانی در مبارزه برای حقوق مدنی را نشان می‌دهد.
مرگ بر خامنه‌ای: یکی از رایج‌ترین شعارها در اعتراضات اخیر است که خواستار پایان حکومت خامنه‌ای است.
جمهوری اسلامی، نمی‌خواهیم، نمی‌خواهیم: این شعار نشان‌دهنده نارضایتی از حکومت استبدادی و رد نظام دینی حاکم بر ایران از سال ۱۹۷۹ است.
ایرانی می‌میرد، ذلت نمی‌پذیرد: این شعار علیه استفاده رژیم از خشونت برای سرکوب اعتراضات است و تأکید می‌کند که ایرانیان ترجیح می‌دهند بمیرند تا تحت ظلم زندگی کنند.

## تاثیر بین المللی
شعارهای اعتراضی ایران به ویژه « زن، زندگی، آزادی » مرزهای ایران را درنوردیده و به نماد جهانی مقاومت در برابر ظلم تبدیل شده است. این شعار در جریان اعتراضات مهسا امینی 2022-2023 و دربرگیرنده فراخوان‌ها برای برابری جنسیتی ، عدالت و کرامت انسانی، شهرت جهانی پیدا کرد. سادگی و جهانی بودن آن الهام بخش تظاهرات در شهرهای سراسر جهان از جمله برلین ، تورنتو و لس آنجلس شده است. این عبارات توسط سازمان‌های فمینیستی و جنبش‌های حقوق بشر در سطح جهان پذیرفته شده‌اند و مبارزه ایران را در کمپین‌های گسترده‌تری برای دفاع از حقوق و آزادی زنان ادغام می‌کنند.     
جوامع دیاسپورا نقش اساسی در تقویت این شعارها در صحنه بین المللی ایفا کرده اند. مهاجران و فعالان ایرانی مانند مسیح علینژاد از رسانه های اجتماعی و تظاهرات عمومی برای اطمینان از آگاهی جامعه جهانی از بحران حقوق بشر در ایران استفاده کرده اند. اعتراضات سازماندهی شده توسط این جوامع، شعارها را به زبانهای محلی ترجمه کرده است، آنها را برای مخاطبان مختلف قابل دسترس کرده و آنها را به فریادهایی برای عدالت خواهی تبدیل کرده است. این کنشگری دولت‌ها و سازمان‌های بین‌المللی را برای اعمال تحریم‌ها ، بررسی نقض حقوق بشر و اتخاذ مواضع قوی‌تر علیه رژیم ایران علی‌رغم چالش‌های ژئوپلیتیکی تحت فشار قرار داده است.   
فراتر از اعتراضات، این شعارها الهام‌بخش هنر، موسیقی و ادبیات بوده و اطمینان می‌دهد که اخلاق جنبش به مخاطبان جهانی می‌رسد.  

## ترانه های سیاسی علیه رژیم

#### شاهین نجفی-

##### شاه[۵۸]-
این اهنگ اتمینان به تظاهرات سیاسی مردم علیه رژییم می دهد و جمله ها در توش معنه مجداد صده مردم دارد. این آهنگ نقدی قوی به فساد سیاسی، بی‌عدالتی و همدستی در یک رژیم است. شعر به شدت از کسانی که به درد مردم بی‌توجهی می‌کنند و به دلایل ترس، منفعت یا فرصت‌طلبی چشم خود را به روی ظلم می‌بندند انتقاد می‌کند. این قطعه افرادی را محکوم می‌کند که جنایات را پنهان می‌کنند، چه از طریق سکوت، چه دستکاری حقیقت یا وعده‌های دروغین. همچنین به افرادی در رسانه‌ها، هنر و سیاست که از سیستم حمایت یا بهره‌برداری می‌کنند، حمله می‌کند. در این آهنگ تأکید شده که آزادی و عدالت هزینه‌بر است و مردم باید خودشان مسئول نجات خود باشند، نه اینکه منتظر یک ناجی خارجی بمانند. در پایان، این قطعه به اتحاد و اقدام جمعی فراخوان می‌دهد و باور دارد که مردم با هم می‌توانند تغییر ایجاد کنند. به عنوان مثال - 
این جامعه چندتا رضا می خواد، سیاس وضعش ملتِ رفته خواب، کشور چل تیکه هرکی، هرکی،‌ چشاتون چش به راهه مجتبائه... 

#### توماج صالحی-

##### سوراخ موش[۶۰]-
این آهنگ نقدی قوی به فساد سیاسی، بی‌عدالتی و همدستی در یک رژیم است. شعر به شدت از کسانی که به درد مردم بی‌توجهی می‌کنند و به دلایل ترس، منفعت یا فرصت‌طلبی چشم خود را به روی ظلم می‌بندند انتقاد می‌کند. این قطعه افرادی را محکوم می‌کند که جنایات را پنهان می‌کنند، چه از طریق سکوت، چه دستکاری حقیقت یا وعده‌های دروغین. همچنین به افرادی در رسانه‌ها، هنر و سیاست که از سیستم حمایت یا بهره‌برداری می‌کنند، حمله می‌کند. در این آهنگ تأکید شده که آزادی و عدالت هزینه‌بر است و مردم باید خودشان مسئول نجات خود باشند، نه اینکه منتظر یک ناجی خارجی بمانند. در پایان، این قطعه به اتحاد و اقدام جمعی فراخوان می‌دهد و باور دارد که مردم با هم می‌توانند تغییر ایجاد کنند. 
تی ام بکس -  

##### سانسور[۶۱]-
توسط گروه رپ ایرانی تی ام بکس به موضوع سانسور می‌پردازد، به‌ویژه در زمینه محدودیت‌های اعمال‌شده بر موسیقی، هنر و بیان در ایران. این ترانه به نحوه‌ای که دولت بر آثار هنری کنترل و آن‌ها را سانسور می‌کند، انتقاد می‌کند و آزادی بیان و ابراز هنری را محدود می‌کند. اشعار به ناامیدی هنرمندان و افرادی که از این محدودیت‌ها احساس خفگی می‌کنند، اشاره دارد و همچنین تأثیرات اجتماعی گسترده سانسور بر جوانان و فرهنگ را مورد بررسی قرار می‌دهد. گروه تی ام بکس به خاطر برخورد با مسائل اجتماعی و سیاسی در موسیقی‌اش شناخته می‌شود و "سانسور" نیز از این قاعده مستثنی نیست. این ترانه به مبارزه برای آزادی بیان در شرایط سرکوبگر اشاره دارد و همچنین انعکاسی از خواسته برای آزادی و مبارزه برای حقوق فردی در محیطی سرکوبگر است.        
شروین حاجی‌پور -

##### برای[۶۲]-
«برایِ» اثر شروین حاجی‌پور به یک سرود قدرتمند در ارتباط با اعتراضات ۲۰۲۲ ایران تبدیل شد که پس از مرگ مهسا امینی در بازداشت گشت ارشاد آغاز شد. این ترانه درد، ناامیدی و مقاومت مردم ایران را به تصویر می‌کشد و همزمان بیان‌گر نارضایتی‌ها و خواسته‌های جمعی مردم است. شعر «برایِ» حول عبارت «برایِ» ساخته شده که به دلایل مختلف اعتراضات اشاره دارد. هر خط از این ترانه دلیل و رنج‌های مختلفی را بیان می‌کند که مردم ایران در زندگی روزمره خود تجربه می‌کنند.
برخی از جملات برجسته که ارتباط ترانه با اعتراضات را نشان می‌دهند عبارتند از:
- «برایِ همگی، برایِ همگی» – این عبارت بر اتحاد جمعی و مبارزه‌ای که همه را شامل می‌شود تأکید دارد.
- «برایِ گورِباغِ روحت که شکست، برایِ زندگی که به دستِ من نیست» – این جملات حس ناامیدی و رویاهای شکسته را به تصویر می‌کشد و زندگی‌ای که تحت کنترل قدرت‌های بیرونی است.
- «برایِ خندیدن، برایِ روشن کردن، برایِ روشن کردن» – خواسته‌ای برای لذت‌های ساده و آزادی فکری.
- «برایِ آزادی، برایِ خیزر» – فریاد برای آزادی و حق زندگی با کرامت.

این ترانه بار عاطفی زیادی دارد و با شنوندگان داخل و خارج از ایران ارتباط برقرار کرده و تبدیل به نمادی از مبارزه برای آزادی و حقوق بشر در کشور شده است. هر عبارت از «برایِ» صدای یک احساس جمعی از مقاومت در برابر سرکوب است.

## همچنین ببینید
- زن، زندگی، جنبش آزادی
- شعارهای سیاسی جمهوری اسلامی ایران
- حقوق بشر در جمهوری اسلامی ایران

## مراجع
1. ↑  ""Bi-Sharaf!": A Guide to the Slogans Heard at Protests in Iran". iranwire.com (به انگلیسی). Retrieved 2025-01-06.
2. 1 2  "Four decades later, did the Iranian revolution fulfill its promises?". Brookings (به انگلیسی). Retrieved 2025-01-06.
3. ↑  Niazi, Zartasha (2023-01-30). "EU to impose sanctions on Iran for human rights violations" (به انگلیسی). Retrieved 2025-01-06.
4. ↑  "Articles from journals". www.sociostudies.org. Retrieved 2025-01-06.
5. ↑  Omar, Usman, Jeffrey (2002). "The Evolution of Iranian Islamism from the Revolution Through the Contemporary Reformers". Vanderbilt Journal of Transnational Law (به انگلیسی). 35 (5): 1679–1730. SSRN 2445556. Archived from the original on 2020-03-26.
6. ↑  "Post-revolutionary Citizens: The Activism of Students and Women in Iran". Fondazione Internazionale Oasis (به انگلیسی). 2021-02-22. Retrieved 2025-01-06.
7. ↑  "Khatami: All should condemn slogans contradicting the Islamic system". Tehran Times (به انگلیسی). 2010-01-11. Retrieved 2025-01-06.
8. ↑  Çalhan, Merve (June 2023). "Amini Protests: Vowing for a New Commitment Between Society and StateAmini Protestoları: Devlet ve Toplum Arasında Yeni Bir Mutabakat Sözü". İran Çalışmaları Dergisi. 7 (1): 101–126. doi:10.33201/iranian.1231791.
9. ↑  "Manifestations en Iran : quelles sont les revendications ?". BBC News Afrique (به فرانسوی). Retrieved 2025-01-06.
10. ↑  "Iran". United States Department of State (به انگلیسی). Retrieved 2025-01-06.
11. ↑  "Parliament condemns human rights violations in Iran". Topics | European Parliament (به انگلیسی). 2023-01-24. Retrieved 2025-01-06.
12. ↑  Bailey, Beth (2025-01-03). "Iran executes over 1K prisoners in 2024, most in 30 years". New York Post (به انگلیسی). Retrieved 2025-01-06.
13. ↑  Calabrese, Dr John (2024-11-15). "Iran's Economy: Past the Point of No Return?". Modern Diplomacy (به انگلیسی). Retrieved 2025-01-06.
14. ↑  Cunningham, Erin; Mufson, Steven (January 6, 2018). "Behind Iran's protests, anger over lost life savings and tightfisted budgets". The Washington Post.
15. ↑  Vick, Karl (2024-07-13). "The Young Women Challenging Iran's Regime". TIME (به انگلیسی). Retrieved 2025-01-06.
16. ↑  "The women forced out of Iran: 'Every act of resistance is a spark of hope'". The Guardian (به انگلیسی). 2023-03-18. ISSN 0261-3077. Retrieved 2025-01-06.
17. ↑  "Iran : une étudiante se déshabille devant son université pour protester contre la police des mœurs, avant d'être arrêtée" (به فرانسوی). 2024-11-04. Retrieved 2025-01-06.
18. ↑  Karadsheh, Eve Brennan, Jomana (2024-03-09). "Women in Iran: UN report says repression of protesters and discrimination against women amounts to 'crimes against humanity'". CNN (به انگلیسی). Retrieved 2025-01-06.
19. ↑  "Iran: Institutional discrimination against women and girls enabled human rights violations and crimes against humanity in the context of recent protests, UN Fact-Finding Mission says". OHCHR (به انگلیسی). Retrieved 2025-01-06.
20. ↑  "Where next for Iran now its 'Axis of Resistance' is shattered?". www.bbc.com. Retrieved 2025-01-09.
21. ↑  "Iran's Missile Barrage: Israel's Next Move | Norwich University". www.norwich.edu. 2024-10-03. Retrieved 2025-01-08.
22. ↑  "What is Iran's 'axis of resistance'? The groups across the Middle East supported by Tehran". Sky News. Retrieved 2025-01-09.
23. ↑  شعار دختران دانش آموز در مریوان: «ما همه مهسا هستیم، بجنگ تا بجنگیم» ۱۶ آبان, 2022-11-09, retrieved 2025-02-24
24. ↑  «شنیده شدن شعار «رضاشاه، روحت شاد»‌ در داربی تهران». BBC News فارسی. دریافت‌شده در ۲۰۲۵-۰۲-۲۴.
25. ↑  «معاون هماهنگ کننده بسیج: شعار زن زندگی آزادی را که شهدا تفسیر کردند، اما دشمنان از ما دزدیدند/ کسانی که می‌گویند حاج‌قاسم سیاسی نبود، دروغ می‌گویند». خبرآنلاین. ۲۰۲۵-۰۱-۰۵. دریافت‌شده در ۲۰۲۵-۰۲-۲۴.
26. ↑  VOA Farsi (2021-07-26), شعار نه غزه نه لبنان جانم فدای ایران در تظاهرات دوشنبه ۴ مرداد تهران, retrieved 2025-02-24
27. ↑  ««رهبر الدنگ» و مفسرانِ غیب‌گو!». www.asre-nou.net. دریافت‌شده در ۲۰۲۵-۰۲-۲۴.
28. ↑  «جاوید رحمان، گزارشگر سازمان ملل: قانون حجاب اجباری را با شدیدترین لحن محکوم می‌کنم». BBC News فارسی. دریافت‌شده در ۲۰۲۵-۰۲-۲۴.
29. ↑  تکرار شعار «مجتبی بمیری رهبری رو نبینی» در ادامه اعتراضات یزد - دوشنبه, 2022-09-26, retrieved 2025-02-24
30. ↑  «شعارهای اعتراضات سراسری؛ مردم در خیابان چه می‌گویند و چه می‌خواهند؟». iranwire.com. دریافت‌شده در ۲۰۲۵-۰۲-۲۴.
31. ↑  "ددلارامون تو لبنان، جوونامون تو زندان! فیلم تظاهرات دختران و زنان شجاع نجف آبا". بالاترین (in Persian). 2022-12-31. Retrieved 2025-01-09.
32. ↑  "دلارامون تو لبنان جوونامون تو زندان درخروش زنان دلیر نجف‌آباد اصفهان". بالاترین (in Persian). 2022-12-31. Retrieved 2025-01-09.
33. ↑  "تجمع مردم در بازار بزرگ تهران، سمیرم، نجف‌آباد و گرگان با شعار مرگ بر دیکتاتور" (in Persian). 2023-01-01. Retrieved 2025-01-09.
34. ↑  Reza (2022-12-31). امروز نجف اباد شعار دلارامون تو لبنان جوونامون تو زندان. Retrieved 2025-01-09 – via YouTube.
35. ↑  NCRI (2022-12-31). "قيام سراسری، شماره ۲۱۱ صد و هفتمین روز قیام، شهادت يك جوان ۲۲ ساله با شليك پاسداران در جوانرود در مراسم چهلم ۷ تن از شهيدان تظاهرات در بازار مرکزی تهران، سميرم، نجف آباد و اعتصاب کارکنان نفت در آبادان و ایلام".شورای ملی مقاومت ایران
36. ↑  TABNAK، تابناک | (۱۴۰۳/۰۴/۰۳ - ۰۸:۵۵). «جنجال تازه در میتینگ ظریف؛ فریاد بی‌شرف بی‌شرف!». fa. دریافت‌شده در 2025-02-24. تاریخ وارد شده در |تاریخ= را بررسی کنید (کمک)
37. ↑  "«اعتراضات ایران، چهلم‌ها در سراسر ایران: شلیک گاز اشک آور و شعار«مرگ بر خامنه ای، لعنت بر خمینی". BBC News فارسی (in Persian). 2022-12-29. Retrieved 2025-01-09.
38. ↑  "ادامه خیزش انقلابی با تجمع و شعاردهی، همزمان با فراخوان‌ها برای اعتراضات ۲۷ بهمن" (in Persian). 2023-02-16. Retrieved 2025-01-09.
39. ↑  Shahin Najafi - Ta Akhond Kafan Nashavad - تا آخوند کفن نشود - شاهین نجفی - کنسرت, retrieved 2025-01-09
40. ↑  Gozareshgar گزارشگر منوتو (2023-02-16), «آزادی آزادی آزادی», retrieved 2025-02-24
41. ↑  "آفساید ـ مرگ بر ستمگر چه شاه باشه چه رهبر". hambastegimeli.com (به انگلیسی). Retrieved 2025-02-24.
42. ↑  شعار «ننگ ما، ننگ ما، رهبر الدنگ ما» در اعتراض یکشنبه شب در شهر قزوین, 2023-01-09, retrieved 2025-02-24
43. ↑  Iranhrs (2023-11-19), دشمن ما همینجاست دروغ میگن آمریکاست!, retrieved 2025-02-24
44. ↑  https://news.gooya.com/2024/12/post-93511.php
45. ↑  https://www.hambastegimeli.com/108193_%
46. ↑  https://ir.voanews.com/a/slogan-death-khamenei-ceremony-of-the-killings-bukan-city-iran-protests/6890820.html
47. ↑  «مردم اصفهان شعار «جمهوری اسلامی نمیخواهیم» سر می‌دهند». العین فارسی. ۲۰۲۱-۰۷-۲۸. دریافت‌شده در ۲۰۲۵-۰۲-۲۴.
48. ↑  VOA Farsi (2022-09-26), ادامه اعتراضات در ایران، یزد؛ با شعار: ایرانی می‌میرد، ذلت نمی‌پذیرد, retrieved 2025-02-24
49. ↑  "Photos: Protests in Berlin, US cities in support of Iranian women". Al Jazeera (به انگلیسی). Retrieved 2025-01-06.
50. ↑  "Human Rights: Iranian Women's Shout for Freedom". www.freiheit.org (به انگلیسی). 2024-12-27. Retrieved 2025-01-06.
51. ↑  "Iran: Two years after 'Woman Life Freedom' uprising, impunity for crimes reigns supreme". Amnesty International (به انگلیسی). 2024-09-11. Retrieved 2025-01-06.
52. ↑  "Thousands Rally in Berlin, Elsewhere in Support of Iranian Women". Voice of America (به انگلیسی). 2022-10-22. Retrieved 2025-01-06.
53. 1 2  "Woman, Life, Freedom | CMHR". humanrights.ca (به انگلیسی). Retrieved 2025-01-06.
54. ↑  Specter, Emma (2022-12-08). "How the Iranian Diaspora Collective Is Fighting to Amplify Voices on the Ground". Vogue (به انگلیسی). Retrieved 2025-01-06.
55. ↑  "The Iranian diaspora's role in the Woman, Life, Freedom movement | Sussex Centre for Migration Research Blog" (به انگلیسی). 2023-04-19. Retrieved 2025-01-06.
56. ↑  Fox, MeiMei. "The Iranian Diaspora Collective's Bold Quest To Enable Youth Activists". Forbes (به انگلیسی). Retrieved 2025-01-06.
57. ↑  "Resistance through Art: How Artists are shaping the Protests in Iran – Avant Garde Lawyers" (به انگلیسی). Retrieved 2025-01-06.
58. ↑  Persian Rapper 🎤 (2023-04-20), Shahin Najafi - SHAH (Lyrics), retrieved 2025-02-24
59. ↑  LilliputDiary (2024-11-28), تقدیم آهنگ “شاه” در حضور شاهزاده رضا پهلوی در واشنگتن دی سی آمریکا, retrieved 2025-02-24
60. ↑  Toomaj (2021-07-28), موزیک ویدیو سوراخ موش از توماج, retrieved 2025-02-24
61. ↑  Radio Javan (2016-06-02), TM Bax - "Sansoor" OFFICIAL VIDEO | تی ام بکس - سانسور, retrieved 2025-02-24
62. ↑  Shervin (2022-09-27), Shervin - Baraye | شروین - برای, retrieved 2025-02-24